# Honor Blackman

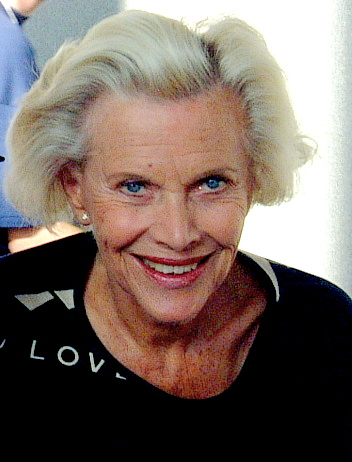
Honor Blackman (2000)

Honor Blackman (* 22. August 1925 in Plaistow, London; † 5. April 2020 in Lewes, East Sussex) war eine britische Schauspielerin, die mit der Rolle der Pussy Galore im James-Bond-Film Goldfinger und als Dr. Catherine Gale in der britischen Fernsehserie Mit Schirm, Charme und Melone Bekanntheit erlangte.

## Leben
Nach ihrer Ausbildung an der Guildhall School of Music and Drama in London begann Blackman 1948 ihre Bühnenkarriere. Parallel dazu entwickelte sie sich in den 1950er Jahren, nachdem sie bereits 1947 mit einer kleinen Rolle ihr Kinodebüt hatte, zu einer beliebten Filmschauspielerin. Sie verkörperte von 1962 bis 1964 in der zweiten und dritten Staffel der britischen Fernsehserie The Avengers (deutsch Mit Schirm, Charme und Melone) als weibliche Hauptfigur an der Seite von John Steed (gespielt von Patrick Macnee) die Agentin Dr. Catherine Gale. Der Charakter gilt als eine der ersten emanzipierten Frauenfiguren in der Fernsehgeschichte. Viele von Blackmans Figuren zeichneten sich durch ihr elegantes, erwachsenes und selbstbewusstes Auftreten aus, beispielsweise die Göttin Hera in Jason und die Argonauten.
Ihre bekannteste Rolle spielte sie 1964 als Pussy Galore in Goldfinger. Albert R. Broccoli zufolge bekam sie diese wegen ihrer Bekanntheit in Großbritannien als Dr. Gale. Bei den Dreharbeiten von Goldfinger war sie 38 Jahre alt und damit das älteste Bond-Girl (später wurde dies Monica Bellucci mit 50 Jahren zur Zeit der Dreharbeiten von James Bond 007: Spectre). Sie war außerdem eines von nur drei Bond-Girls, deren Darstellerinnen älter waren als der jeweilige Bond-Darsteller; die beiden anderen sind Diana Rigg (Blackmans Nachfolgerin als Emma Peel in Mit Schirm, Charme und Melone) in Im Geheimdienst Ihrer Majestät sowie die bereits genannte Monica Bellucci. Das Muster ihrer selbstbewussten Frauenfiguren setzte sie später in Shalako mit ihrem Bond-Partner Sean Connery als Adelige im Wilden Westen erfolgreich fort.
Neben ihrer Film- und Fernsehkarriere blieb Blackman der Bühne verbunden und spielte in den Musicalproduktionen My Fair Lady und The Sound of Music. Ab den 1970er Jahren stand sie wieder vermehrt für Fernsehproduktionen vor der Kamera und verkörperte unter anderem 1986 in vier Folgen der Serie Doctor Who die Professorin Lasky. Von 1990 bis 1996 hatte sie eine der Hauptrollen in der Sitcom The Upper Hand als energische Großmutter, die ihrer alleinerziehenden Tochter unter die Arme greift. Im neuen Jahrtausend spielte Blackman Nebenrollen in den Kinofilmen Bridget Jones – Schokolade zum Frühstück und Cockneys vs Zombies, außerdem eine Gastrolle bei Inspector Barnaby, und sie trat als Herzogin Lucinda in der Rosamunde-Pilcher-Fernsehverfilmung Zauber der Liebe auf. Zuletzt stand sie für die britische Sitcom You, Me & Them (2015) vor der Kamera.

## Privates
Honor Blackman war zweimal verheiratet, von 1946 bis 1956 mit Bill Sankey und von 1963 bis 1975 mit dem britischen Schauspieler Maurice Kaufmann, mit dem sie zwei Kinder (Barnaby und Lottie) adoptierte und in dem Film Die Fratze (1971) mitwirkte.
2002 sollte sie als Commander of the Order of the British Empire (CBE) ausgezeichnet werden, was sie jedoch wegen ihrer republikanischen Ansichten als Parteimitglied der Liberal Democrats ablehnte. Blackman starb 2020 im Alter von 94 Jahren in Südostengland.

## Synchronisation
Honor Blackman wurde in Goldfinger (wie auch Diana Rigg im Bond-Film James Bond 007 – Im Geheimdienst Ihrer Majestät) von Margot Leonard synchronisiert. In der Serie Mit Schirm, Charme und Melone war Blackmans Synchronsprecherin Sabine Arnhold.

## Filmografie (Auswahl)
- 1947: Fame in the Spur
- 1948: Tochter der Finsternis (Daughter of Darkness)
- 1948: Quartett (Quartet)
- 1949: Verschwörer (Conspirator)
- 1949: Männer, Mädchen, Diamanten (Diamond City)
- 1950: Paris um Mitternacht (So Long at the Fair)
- 1954: Die Delavine-Affäre (Delavine Affair)
- 1954: Kleiner Jockey ganz groß (The Rainbow Jacket)
- 1957: Die Rechnung ist beglichen (Account Rendered)
- 1958: African Patrol (Fernsehserie, 3 Episoden)
- 1958: Die letzte Nacht der Titanic (A Night to Remember)
- 1959–1960: Die vier Gerechten (The Four Just Men, Fernsehserie, 10 Folgen)
- 1962–1964: Mit Schirm, Charme und Melone (The Avengers, Fernsehserie, 43 Folgen)
- 1963: Jason und die Argonauten (Jason and the Argonauts)
- 1964: James Bond 007 – Goldfinger (Goldfinger)
- 1964: In den Fängen der schwarzen Spinne (The Secret of My Success)
- 1965: Ein Platz ganz oben (Life at the Top)
- 1965: Der Schuß (Moment to Moment)
- 1968: Shalako
- 1968: A Twist of Sand
- 1968: Kampf um Rom – 1. Teil
- 1970: Der Amerikaner (Twinky)
- 1971: El Capitano (Something Big)
- 1972: Die Fratze (Fright)
- 1972: Columbo: Alter schützt vor Torheit nicht (Dagger of the Mind, Fernsehreihe)
- 1976: Die Braut des Satans (To the Devil a Daughter)
- 1979: Die Katze und der Kanarienvogel (The Cat and the Canary)
- 1981–1982: Never the Twain (Fernsehserie, 5 Folgen)
- 1983: Detektei Blunt (Agatha Christie’s Partners in Crime, Fernsehserie, 1 Folge)
- 1986: Doctor Who (Fernsehserie, 4 Folgen)
- 1990–1996: The Upper Hand (Fernsehserie, 95 Folgen)
- 1998: Talos – Die Mumie (Tale of the Mummy)
- 1999: To Walk with Lions – Jagd in Afrika (To Walk with Lions)
- 2001: Bridget Jones – Schokolade zum Frühstück (Bridget Jones’s Diary)
- 2001: Jagd auf den Schatz der Riesen (Jack and the Beanstalk: The Real Story, Fernsehfilm)
- 2003: Inspector Barnaby (Midsomer Murders, Fernsehserie, Folge 6x01: Der Tod und die Lady (A Talent For Life))
- 2004: Coronation Street (Fernsehserie, fünf Folgen)
- 2005: Rosamunde Pilcher – Zauber der Liebe (Summer Solstice, Fernsehfilm)
- 2005: New Tricks – Die Krimispezialisten (New Tricks, Fernsehserie, 1 Folge)
- 2009: Hotel Babylon (Fernsehserie, eine Folge)
- 2012: I, Anna
- 2012: Cockneys vs Zombies
- 2013: Casualty (Fernsehserie, eine Folge)
- 2015: You, Me & Them (Fernsehserie, eine Folge)

## Diskografie
- Honor Blackman Everything I’ve Got, Album, 1964, Decca SKL 4642

## Schriften
- Honor Blackman: Keiner ist wehrlos. Die Kunst, sich vor Belästigung und Angriff zu schützen. Bern/München 1967 – Originaltitel: Honor Blackman’s Book of Self-Defense. New York 1965